# Rovertse Leij
De Aa of Rovertse Leij is een beek aan de Nederlands-Belgische grensregio die ten zuidoosten van Poppel ontstaat uit de samenvloeiing van de Heesdijkse Loop en de Straatloop.

## Loop
Het riviertje ontspringt tussen Ravels en Eel, stroomt langs de kom van Poppel en langs het natuurreservaat Tulderse Beemden, waar ook een aantal vijvers liggen. Nabij de Rovertkapel passeert het bij grenspaal 209 de Belgisch-Nederlandse grens en stroomt door het Landgoed Gorp en Roovert als Rovertsche Leij, om iets ten zuiden van Goirle samen te vloeien met de Poppelse Leij. Als Nieuwe Leij vervolgen beide beken verder gezamenlijk hun weg.

## Karakter
De Rovertse Leij en de Poppelse Leij verschillen sterk van elkaar in karakter. De Rovertse Leij is weinig vergraven en slingert nog geheel natuurlijk door het bos. Eenmaal buiten het landgoed Gorp en Roovert is de beekloop rechtgetrokken. De Poppelse Leij is daarentegen veel meer een overloop van een serie vennen en moerassen aan de rand van de Rechte Heide. Deze beek heeft nooit sterk gemeanderd en is daarbij ook nog eens door mensenhand naar de rand van het beekdal verlegd. Daar was het immers eenvoudiger graven dan midden in het moeras. Het water werd zo opgeleid dat het kon worden ingezet voor de watervoorziening van een watermolen.

## Natuur
Karakteristieke soorten voor het beekdal van de Rovertsche Leij zijn Dalkruid, Lelietje van Dalen, Bosanemoon, Boomklever, Fluiter, Wielewaal, IJsvogel en Bosbeekjuffer. Zeer plaatselijk komen ook natte bosvegetaties voor met onder meer Moerasviooltje en veenmossen.